# Malwina
Malwina – imię żeńskie pochodzenia celtyckiego lub germańskiego. Imię to może pochodzić od galickiego imienia Malamhin składającego się ze słów mala mhinn – „gładkie czoło” lub z staro-wysoko-niemieckiego: mahal – „sąd, sprawiedliwość” oraz wini „przyjaciel”, można więc przetłumaczyć je jako „strzegąca praw, prawowierna”. W XVIII wieku szkocki poeta James Macpherson użył je w tzw. pieśniach Osjana – Malwina była narzeczoną Oskara, syna Osjana. Poezję osjaniczną przełożył na język polski m.in. Ignacy Krasicki. W literaturze polskiej wykorzystał to imię Ludwik Kropiński w utworze Miłość malująca obraz Malwiny, a w romansie sentymentalnym Malwina, czyli domyślność serca Maria z Czartoryskich Wirtemberska. Literatura i media przyczyniły się do wzrostu popularności imienia.
Popularność imienia wzrastała od lat 80. XX wieku, jeszcze na początku lat 90. uważano Malwinę za imię rzadkie. W 2001 roku miało tak na imię 18910 Polek (220. miejsce wśród wszystkich imion nadanych w Polsce). Były one najczęściej urodzone w latach 80. i 90. XX wieku. Wśród imion nadawanych nowo narodzonym dzieciom, Malwina w 2009 zajmowała 48. miejsce w grupie imion żeńskich.
W styczniu 2024 w rejestrze PESEL, wśród publicznie dostępnych danych dotyczących osób żyjących, wykazano 30418 kobiet o imieniu Malwina (124. miejsce), 324 kobiety o imieniu Malvina nadanym jako imię pierwsze oraz 6407 kobiet noszących imię Malwina jako imię drugie. Dla porównania, najczęściej nadane jako żeńskie imię pierwsze w tym zestawieniu – Anna, nosi 1072616 osób.
Męski odpowiednik: Malwin
Malwina imieniny obchodzi 4 lipca.

## Imię Malwina w innych językach[10]
- angielski – Malvina, Melvina, Melvine
- czeski – Malvina
- francuski – Malvy
- hiszpański – Malvina
- niemieckl – Malwine
- rosyjski – Мальвина/Mal'vina
- słowacki – Malvina
- słoweński – Malvina
- włoski – Malvina.

## Kobiety noszące imię Malwina
- Malwina Buss – polska aktorka
- Malvina Chrząszcz – polska szachistka
- Malwina Kopron – polska młociarka
- Malwina (Mela) Koteluk – polska wokalistka
- Malwina Kusior – polska aktorka i wokalistka
- Malwina Ratajczak – Miss Polonia 2005
- Malwina Smarzek – polska siatkarka.